# HMHS Gloucester Castle
Gloucester Castle – brytyjski statek szpitalny zbudowany w Fairfield Shipbuilding and Engineering Company, Govan w 1910-1911 roku. Wodowany 13 maja 1911 roku, wszedł do służby w Union-Castle Mail Steamship Co Ltd. z Londynu, w sierpniu 1911 roku.

## Służba
Po wybuchu I wojny światowej został przejęty przez Royal Navy i przebudowany na statek szpitalny z oznaczeniem HMHS Gloucester Castle. 31 marca 1917 roku niemiecki okręt podwodny SM UB-32 pod dowództwem Maxa Viebega storpedował i uszkodził HMHS Gloucester Castle, który osiadł na mieliźnie w wybrzeży Wight. W czasie ewakuacji zmarły trzy osoby. Po około 2 tygodniach statek został odholowany do portu, gdzie przeszedł remont.
Po zakończeniu wojny, we wrześniu 1919 roku, został zwrócony właścicielowi i pływał na szlakach u wybrzeży Afryki. Po wybuchu II wojny światowej statek pozostał w służbie cywilnej jako statek pasażerski oraz frachtowiec.

## Zatopienie
15 lipca 1942 roku u wybrzeży Angoli statek został ostrzelany bez ostrzeżenia przez niemiecki krążownik pomocniczy HSK Michel. W wyniku ataku statek zatonął. Śmierć poniosły 93 osoby, w tym kapitan statku, sześć kobiet i dwójka dzieci.